# Борщовка
Борщо́вка (рос. Борщовка) — село у складі Нерчинського району Забайкальського краю, Росія. Входить до складу Верхньоключівського сільського поселення.

## Населення
Населення — 1 особа (2010; 4 у 2002).
Національний склад (станом на 2002 рік):
- росіяни — 50 %